# Munnogonium adenensis
Munnogonium adenensis là một loài chân đều trong họ Paramunnidae. Loài này được Mueller miêu tả khoa học năm 1991.